# Marie Pelé
Pour les articles homonymes, voir Pelé (homonymie).
Marie Pelé, née le 1er décembre 1982 dans les Landes, est une éthologue française spécialisée dans la primatologie, ayant un doctorat de l'Université Louis Pasteur de Strasbourg. Elle voyage au Japon, en Allemagne et aux États-Unis. En 2013, elle ouvre son cabinet d'expertise et de recherche en bien-être animal à Strasbourg. En 2016, elle publie un livre intitulé Saru, singes du Japon avec l'aide de Cédric Sueur et d'Alexandre Bonnefoy pour les photographies. En 2020, elle est chargée de recherche en éthologie à l'Institut catholique de Lille.

## Biographie

### Études
En 2000, Marie Pelé obtient un baccalauréat scientifique au lycée Victor Duruy de Mont-de-Marsan. De 2000 à 2004, elle suit des études de biologie à l'Université de Bordeaux 1 en sciences et technologies. Après un stage au Centre de Primatologie de Strasbourg, elle obtient un master 2 en écophysiologie et éthologie à l'Université de Strasbourg 1 Louis Pasteur, avec la mention assez bien. Sa recherche porte sur une étude comparative du comportement d'échange chez deux espèces de primates non humains : capucins bruns et chimpanzés.
En 2010, elle obtient un doctorat en physiologie, biologie des organismes et des populations au Centre de primatologie de Strasbourg dans le laboratoire de recherche en gestion et économie. Sa thèse analyse les comportements de type économique chez les chimpanzés, les orangs-outangs, les capucins bruns, et deux espèces de macaques, le macaque de Tonkean et le macaque crabier. Elle analyse chez ces espèces la faculté à attendre une récompense et à accepter le risque relatif à la perte d'un objet lors d'un échange avec l'homme, ainsi qu'à échanger des objets de différentes valeurs avec un congénère. Sa conclusion : les primates non humains montrent certaines facultés à l'échange, notamment les orangs-outangs qui sont « capables d'une économie réfléchie ». En 2011, elle reçoit pour sa thèse le prix Le Monde de la recherche universitaire.

### Éthologue
En 2011, elle devient chercheuse en post-doctorat au Primate Research Institute, à l'Université de Kyoto, dans la région de Inuyama au Japon. En 2013, elle fonde Ethobioscience, un cabinet d'expertise et de recherche en bien-être et comportement animal à Strasbourg. En 2015, elle participe à Strasbourg à la création d'un département universitaire unique en France, intitulé « Ethique et droit de l'animal ». Entre 2016 et 2018, elle est ingénieure de recherche à l'Institut pluridisciplinaire Hubert Curien dans le Département d'écologie physiologique et d'éthologie à Strasbourg. Entre 2018 et 2020, elle devient Attachée Temporaire d'Enseignement et de Recherche (ATER) dans ce même institut et à l'université de Strasbourg. Depuis 2020, elle est chargée de recherche au Laboratoire ETHICS (EA7446), Anthropo-Lab à l'Université catholique de Lille. Un de ses derniers axes de recherche cible l'intentionnalité du dessin chez les tout jeunes enfants. Ses observations s'étendent aux espèces génétiquement proches de l'Homme : les grands singes à l'état captif.

## Publications
Saru, singes du Japon est paru le 3 octobre 2016 aux éditions Issekinicho, saru se prononçant [salou] et signifiant « singe » en japonais. Les textes ont été écrits en collaboration avec Cédric Sueur, maître de conférences en éthologie à l'université de Strasbourg et les photos réalisées sur trois saisons (printemps, automne, hiver) par le photographe animalier Alexandre Bonnefoy. Les illustrations sont de Delphine Vaufrey et la préface de Tetsuro Matsuzawa (institut de primatologie de Kyoto). Les macaques japonais, surnommés singes des neiges, sont capables de vivre dans les conditions extrêmes de la péninsule de Shimokita au nord et les forêts de l'île de Yaku-shima au sud de l'archipel nippon. Cet ouvrage montre l'existence de cultures chez cette espèce de singe c'est-à-dire de traditions dans leur comportement telles que le lavage des patates douces, le tamisage des grains de blé, la pêche aux coquillages ou, plus ludiquement, le jeu avec des boules de neige ou les bains dans des sources d'eau chaude.
Marie Pelé a également publié trois livres aux Éditions L'Harmattan :
- Les études animales sont-elles bonnes à penser ?, mars 2020 ;
- Repenser la relation homme-animal, mars 2020 ;
- Questions d'actualité en éthique animale, 2017.